# Sommery
Sommery est une commune française située dans le département de la Seine-Maritime en région Normandie.

## Géographie
| Sainte-Geneviève |            | Beaubec-la-Rosière   |
| Mathonville      | Sommery    |                      |
| Bosc-Bordel      | Mauquenchy | Roncherolles-en-Bray |

Le village se trouve entre Buchy et Forges-les-Eaux, à environ 35 minutes de Rouen par la route.
La Gare de Sommery dessert la commune par le train sur la Ligne d'Amiens à Rouen.

### Hydrographie
La commune est située dans le bassin Seine-Normandie. Elle est drainée par le Sorson, le ruisseau du Vivier du Voeu, le cours d'eau 01 de la commune de Saint-Saire, le cours d'eau 02 de la commune de Sommery et le Torcon,,.
Le Sorson, d'une longueur de 11 km, prend sa source dans la commune  et se jette  dans l'Arques à Saint-Saire, après avoir traversé quatre communes. 
Un plan d'eau complète le réseau hydrographique : l'Abbaye (1,04 ha),.

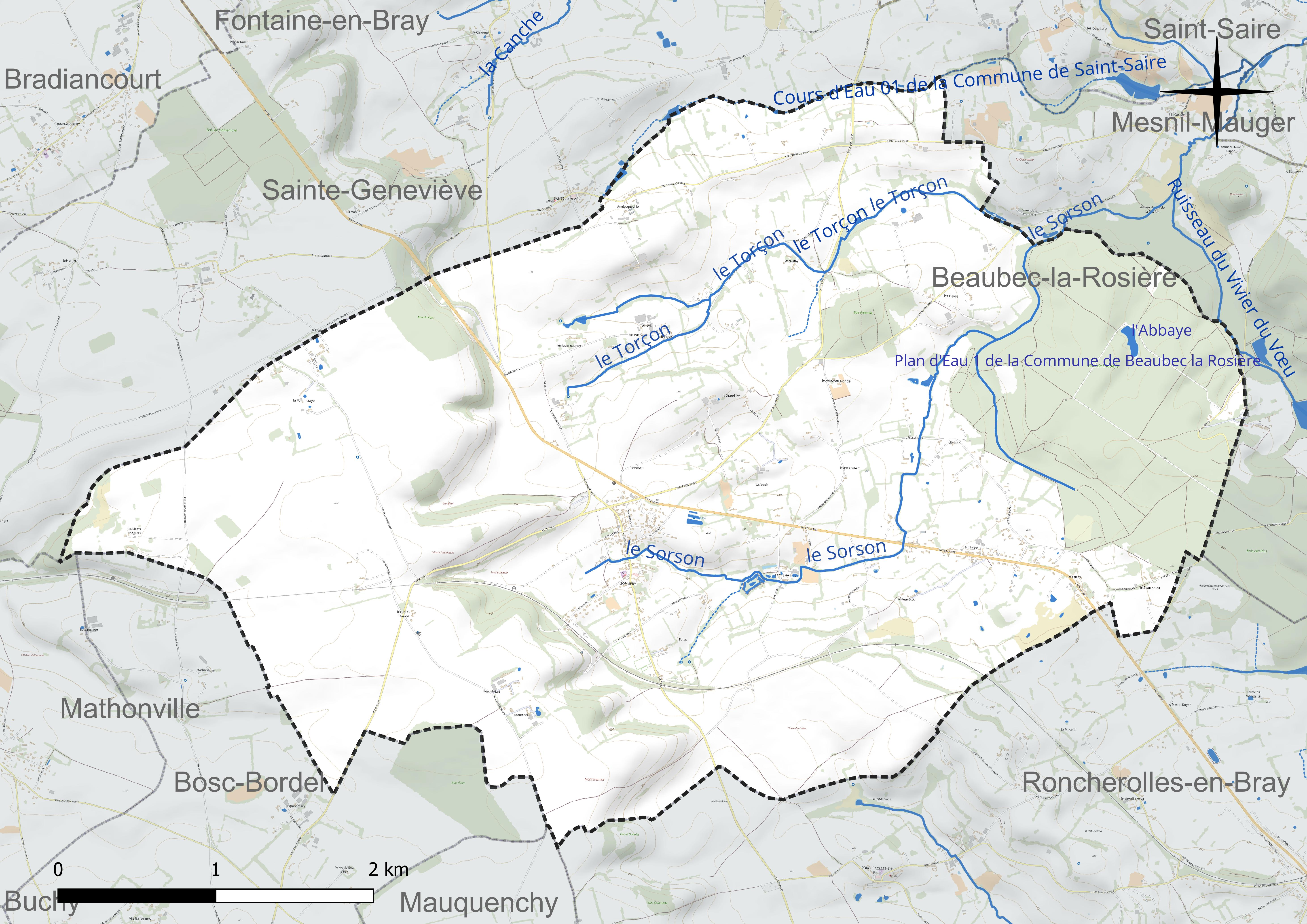
Réseau hydrographique de Sommery.

### Climat
Pour des articles plus généraux, voir Climat de la Normandie et Climat de la Seine-Maritime.
En 2010, le climat de la commune est de type climat océanique dégradé des plaines du Centre et du Nord, selon une étude du CNRS s'appuyant sur une série de données couvrant la période 1971-2000. En 2020, Météo-France publie une typologie des climats de la France métropolitaine dans laquelle la commune est exposée à un climat océanique et est dans la région climatique Côtes de la Manche orientale, caractérisée par un faible ensoleillement (1 550 h/an) ; forte humidité de l’air (plus de 20 h/jour avec humidité relative > 80 % en hiver), vents forts fréquents. Parallèlement le GIEC normand, un groupe régional d’experts sur le climat, différencie quant à lui, dans une étude de 2020, trois grands types de climats pour la région Normandie, nuancés à une échelle plus fine par les facteurs géographiques locaux. La commune est, selon ce zonage, exposée à un « climat contrasté des collines », correspondant au Pays de Bray, bien arrosé et frais.
Pour la période 1971-2000, la température annuelle moyenne est de 10,2 °C, avec une amplitude thermique annuelle de 14,2 °C. Le cumul annuel moyen de précipitations est de 907 mm, avec 13,6 jours de précipitations en janvier et 8,8 jours en juillet. Pour la période 1991-2020, la température moyenne annuelle observée sur la station météorologique la plus proche, située sur la commune de Forges-les-Eaux à 8 km à vol d'oiseau, est de 10,7 °C et le cumul annuel moyen de précipitations est de 860,1 mm,. Pour l'avenir, les paramètres climatiques de la commune estimés pour 2050 selon différents scénarios d’émission de gaz à effet de serre sont consultables sur un site dédié publié par Météo-France en novembre 2022.

## Urbanisme

### Typologie
Au 1er janvier 2024, Sommery est catégorisée commune rurale à habitat dispersé, selon la nouvelle grille communale de densité à sept niveaux définie par l'Insee en 2022.
Elle est située hors unité urbaine. Par ailleurs la commune fait partie de l'aire d'attraction de Rouen, dont elle est une commune de la couronne,. Cette aire, qui regroupe 317 communes, est catégorisée dans les aires de 200 000 à moins de 700 000 habitants,.

### Occupation des sols
L'occupation des sols de la commune, telle qu'elle ressort de la base de données européenne d’occupation biophysique des sols Corine Land Cover (CLC), est marquée par l'importance des territoires agricoles (86,9 % en 2018), une proportion sensiblement équivalente à celle de 1990 (87,4 %). La répartition détaillée en 2018 est la suivante : 
prairies (43,2 %), terres arables (37,5 %), forêts (11,9 %), zones agricoles hétérogènes (6,2 %), zones urbanisées (1,2 %). L'évolution de l’occupation des sols de la commune et de ses infrastructures peut être observée sur les différentes représentations cartographiques du territoire : la carte de Cassini (XVIIIe siècle), la carte d'état-major (1820-1866) et les cartes ou photos aériennes de l'IGN pour la période actuelle (1950 à aujourd'hui).

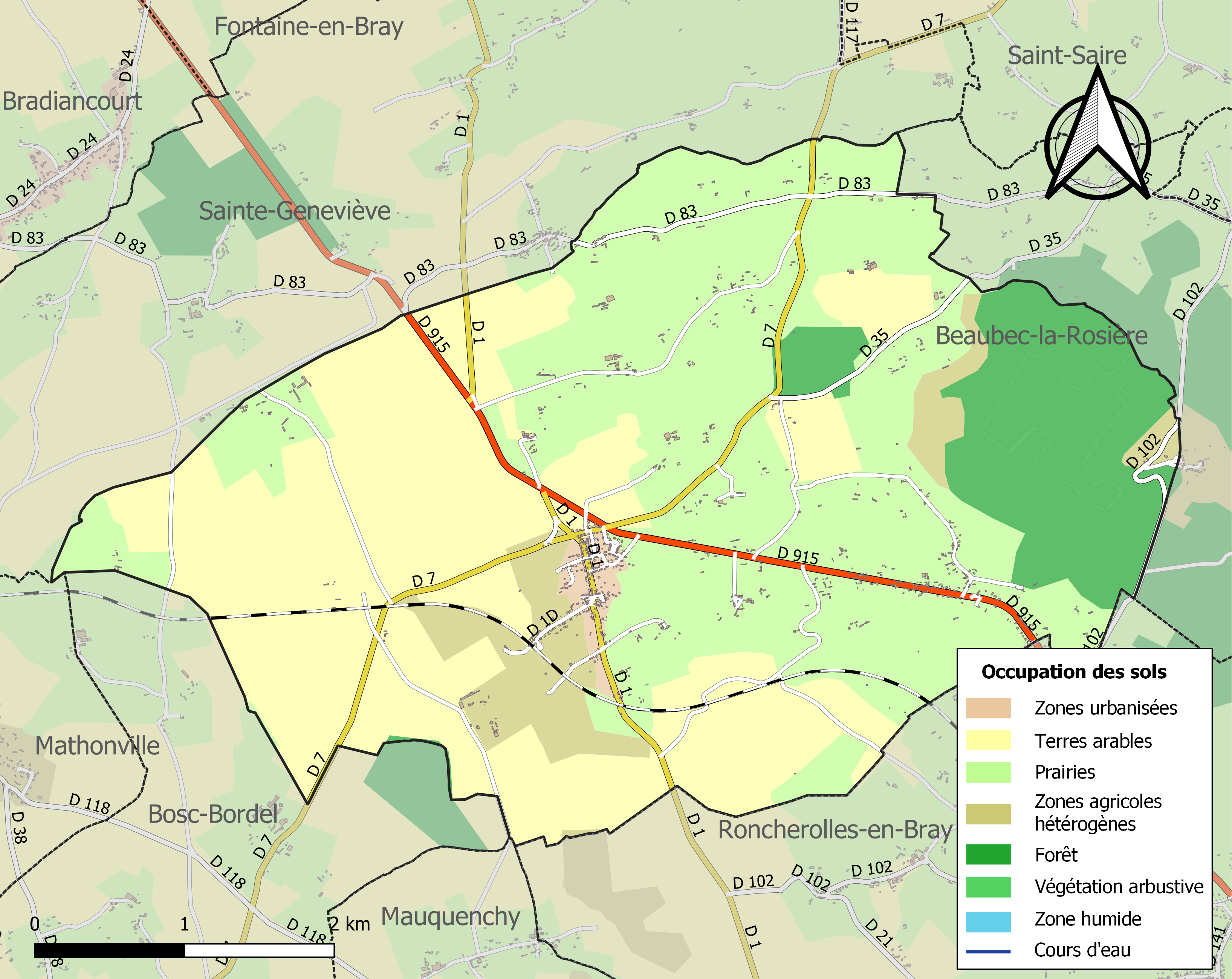
Carte des infrastructures et de l'occupation des sols de la commune en 2018 (CLC).

## Toponymie
Le nom de la localité est attesté sous les formes In parrochia de Sommeri au milieu du XIIe siècle ; de Summeriaco en 1175 ; de Summeri en 1220 (Archives départementales de la Seine-Maritime, 514) ; de Soumeriaco en 1248 ; Parrochia de Sommery en Bray en 1396 (Archives départementales de la Seine-Maritime, 2 H.) ; Sommery en 1460 (Archives départementales de la Seine-Maritime, G 3269) ; Ecclesia de Sommeriaco en 1470 (Archives départementales de la Seine-Maritime, G 1500) ; Sommery en 1715,.
Il s'agit d'un ancien nom de domaine gallo-romain en -(i)acum, ancien suffixe d’origine gauloise marquant le lieu ou la propriété. Il est précédé de l'anthroponyme *Summarius, non attesté.
Remarque : Albert Dauzat l'a rapproché d’un autre Sommery, hameau à Ozolles (Saône-et-Loire, Salmiriacus XIe siècle) dans lequel il croît reconnaître le nom de personne germanique Salumar, cependant il ne cite aucune forme ancienne, signe qu'il n'en connaît pas, or elles sont incompatibles avec cette explication.

## Histoire
Des fouilles effectuées dans le village et à ses abords immédiats, notamment à l'occasion de la construction de la ligne de chemin de fer Rouen-Amiens, ont permis la découverte de riches vestiges d'habitat gaulois et franc.

## Politique et administration
| Période                                  | Période                    | Identité              | Étiquette | Qualité                           |
| ---------------------------------------- | -------------------------- | --------------------- | --------- | --------------------------------- |
| Les données manquantes sont à compléter. |                            |                       |           |                                   |
|                                          |                            | Pierre Antoine Rident |           |                                   |
|                                          | 1905                       | M. Levasseur          |           |                                   |
|                                          |                            | Pierre Perrier        |           |                                   |
| Les données manquantes sont à compléter. |                            |                       |           |                                   |
| mars 2001                                | mars 2008                  | Serge Alin            |           |                                   |
| mars 2008                                | mai 2020                   | Colette Bertrand      | UMP       | Profession libérale retraitée     |
| mai 2020,                                | En cours (au 10 août 2020) | Frédéric Bailleul     |           | Entrepreneur de travaux agricoles |

## Démographie
L'évolution du nombre d'habitants est connue à travers les recensements de la population effectués dans la commune depuis 1793. Pour les communes de moins de 10 000 habitants, une enquête de recensement portant sur toute la population est réalisée tous les cinq ans, les populations de référence des années intermédiaires étant quant à elles estimées par interpolation ou extrapolation. Pour la commune, le premier recensement exhaustif entrant dans le cadre du nouveau dispositif a été réalisé en 2005.

En 2022, la commune comptait 829 habitants, en évolution de +2,47 % par rapport à 2016 (Seine-Maritime : +0,35 %, France hors Mayotte : +2,11 %).
| 1793  | 1800 | 1806  | 1821 | 1831 | 1836 | 1841 | 1846 | 1851 |
| ----- | ---- | ----- | ---- | ---- | ---- | ---- | ---- | ---- |
| 1 020 | 957  | 1 030 | 917  | 989  | 968  | 962  | 936  | 886  |

| 1856 | 1861 | 1866  | 1872 | 1876 | 1881 | 1886 | 1891 | 1896 |
| ---- | ---- | ----- | ---- | ---- | ---- | ---- | ---- | ---- |
| 870  | 859  | 1 035 | 928  | 944  | 923  | 923  | 931  | 951  |

| 1901 | 1906 | 1911 | 1921 | 1926 | 1931 | 1936 | 1946 | 1954 |
| ---- | ---- | ---- | ---- | ---- | ---- | ---- | ---- | ---- |
| 974  | 979  | 885  | 839  | 842  | 825  | 857  | 848  | 817  |

| 1962 | 1968 | 1975 | 1982 | 1990 | 1999 | 2005 | 2006 | 2010 |
| ---- | ---- | ---- | ---- | ---- | ---- | ---- | ---- | ---- |
| 782  | 735  | 665  | 619  | 583  | 645  | 693  | 697  | 828  |

| 2015 | 2020 | 2022 | - | - | - | - | - | - |
| ---- | ---- | ---- | - | - | - | - | - | - |
| 817  | 837  | 829  | - | - | - | - | - | - |

## Culture locale et patrimoine

### Lieux et monuments
- Église Saint-Vaast.
- Monument aux morts (1920).

### Héraldique
| Armes de Sommery | Les armes de la commune de Sommery se blasonnent ainsi : D’azur à deux lions léopardés d’or l’un sur l’autre. Armes de la famille SOMERY retrouvées en Angleterre par Mme Hurpy en 2000, adoptées sans officialisation par la mairie. |

### Film tourné à Sommery
- Un cœur simple de Marion Laine.

### Personnalités liées à la commune
- Rémy Taillefesse (1752-1826), conseiller général de Seine-Inférieure et maire de Rouen, y est né.
- Marcel Couchaux (1877-1939), peintre, y a habité.

## Pour approfondir